# Nymphidium augea
Nymphidium augea är en fjärilsart som beskrevs av Druce 1904. Nymphidium augea ingår i släktet Nymphidium och familjen Riodinidae. Inga underarter finns listade i Catalogue of Life.